# مراسم عروسی قنات در گلپایگان

استاد محمد کرمی، نقاش بزرگ گلپایگان

موضوع نر و ماده بودن آب‌ها و نیز قنات که ماندگاری است از مراسم دوران ستایش آناهیتا و تیشتر، ما را به عروسی قنات رهنمود می‌کند که در بسیاری از نقاط ایران، از جمله روستاهای گلپایگان، اراک،تفرش،ملایر، تویسرکان، محلات، خمین، دلیجان، چهارمحال، اصفهان، دامغان، شاهرود، یزد و شهر کرد متداول بوده‌است. که هزینه عروسی بر عهده خانواده عروس است 
احتمال دارد که در دوران باستان عروسی چشمه، رودخانه و... نیز وجود داشته‌است. بررسی‌های انجام شده در مورد این موضوع نشان می‌دهد که در مناطق کم باران و تقریباً کم آب و نیز در حاشیه کویر ایران اجرا می‌شود و هرگاه در اثر نیامدن باران آب قنات کم می‌شده، این مراسم اجرا می‌شده‌است.
آنچه در این مراسم نیز متداول است، شادی و دادن طعام و برکت به نماد برکت و نعمت خواهی از طبیعت است و شاید عروس قنات بازمانده‌ای از رسم کهن قربانی دادن برای آب باشد. «زن» نماد زایش و زایندگی در ارتباط با آب قرار می‌گیرد و آب را نیز به زایندگی و آفرینش وامی‌دارد.
در حوزه‌های متفاوت جغرافیایی و فرهنگی مراسم و آیین‌های گوناگونی برای باران‌خواهی و تقدس آب برگزار می‌شود. آنچه مهم است این است که هرچند صورت ظاهری اجرای این آیین‌ها ممکن است متفاوت باشد، ریشه‌های مشترکی دارند.
در مراسمی چون «جشن آب نو» (تعویض آب حوض‌ها و آب‌انبارها به هنگام سال نو) «جشن تیرگان»، «بردن آب به سر سفره عقد و نوروز»، «سپردن سبزه به آب در سیزده نوروز» و «عروسی باران» یا «چهل کچلون»، «کوسن گلین» و... اعتقاد به جان‌دار بودن آب در باورداشت‌های مردم به چشم می‌خورد که همواره نماد برکت و زایش و فزونی نعمت است.
مراسم عروسی قنات در گلپایگان در زمانهای دور برگزار می‌شده‌است. در روستاها وقتی آب قنات کم یا خشک می‌شد، برایش عروسی می‌گرفتند. این جشن هم اوایل بهار و تقریباً اواخر اسفند وقتی که اهالی دیگر از آمدن آب قنات ناامید می‌شدند صورت می‌گرفت.
برای این جشن یک زن بیوه را که جوان است و شوهرش مرد خوبی بوده و از هم طلاق نگرفته بوده‌اند در آن روز به خصوص که ۴ یا ۵ روز قبل از عید نوروز است به هیأت عروس در می‌آوردند و شادی و هلهله و پای‌کوبی می‌کردند.
هم‌چنین خوراک‌های مخصوص عروس به مادر چاه می‌بردند و او داخل قنات می‌شد. می‌بایست شب را در قنات بگذراند. به اصطلاح می‌گویند قنات نر شده و باید به آن زن داد.
فردای آن روز زن از قنات بیرون می‌آمد و تمام روستا به او احترام می‌گذاشتند و او از آب و محصول سهم می‌برد. اما از آن پس نمی‌بایست ازدواج کند، چرا که مردم معتقد بودند او زن قنات است و قنات هم زنش را هیچ وقت طلاق نمی‌دهد.
این رسم به نوعی از میترائیسم گرفته شده‌است. خیلی از معابد میترائیسم در مراغه و نقاط دیگر دارای سردابه‌هایی است که میترا درون آن‌ها زندگی می‌کند و این رسم شاید از آن منشعب شده باشد.

## منبع
- افاضلی اکبر، «توشه‌ای از تاریخ گلپایگان و مردم آن» انتشارات ابجد، ۱۳۷۷

برگزار کنندگان این رسم معتقد بودند که قنات ها بر دو نوع میباشند نر و ماده و هر وقت که قنات نری کم آب میشد معتقد بودند که قنات را باید زن داد تا از حالت قهر بیرون بیاید و همانطور که در بالا آمد زنی را برای قنات انتخاب میکردند و با برگزاری مراسمی مفصل دقیقا همانند مراسم عروسی بین زن و مرد ، زن را به عقد قنات در می آوردند و در زمانهای مشخصی زن قنات باید به داخل قنات میرفت و در جایی که از دید دیگران پنهان بود برهنه میشد و در آب میرفت و به اصطلاح با قنات هم بستر میشد.
مردم معتقد بودند که بلافاصله قنات پر آبتر میشد و از حالت قهر در می آمد.
آخرین عروس قنات ظاهر تا چند سال پس از انقلاب ایران هم زنده بوده و در مرکز ایران زندگی میکرده است.
همچنین عروس قنات به دلیل اینکه اجازه ازدواج نداشته مردم آبادیهای مرتبط با آن قنات نفقه ای را به طور مرتب به عروس قنات میداده اند و جالب است که بدانید هر چند وقت یکبار عروس با قنات قهر میکرده و با آن همبستر نمیشده و مردم برای اینکه آنها را آشتی دهند میزان نفقه را بیشتر میکردند تا عروس آشتی کند.
جمع آوری توسط: رامین فیروزی فر